# Петрос Дурян
Петрос Абраами Дуря́н (вірм. Պետրոս Աբրահամի Դուրեան, справжнє прізвище Змбаян (вірм. Զըմպայեան); 20 травня 1851 — 21 січня 1872) — вірменський поет.

## Біографія
Петрос Дурян народився 1851 року в Константинополі, в районі Скютар, у сім'ї бідного коваля. У віці шести років вступає до училища Скютара, яке закінчує 1867 року. У шістнадцять років намагається влаштуватися на роботу, щоб допомогти бідній родині. Спершу Петрос був учнем аптекаря, потім секретарем і домашнім учителем. Однак це не було те, про що він мріяв. Петрос хотів писати вірші й стати відомим поетом. Ще в училищі його вабила література, і він вирішив до кінця життя писати вірші. Його мрія майже здійснилася, коли він пов'язав своє життя з театром. Але й тут почувався самотнім. Хоча театр приносив Дуряну задоволення. Він писав п'єси і іноді сам виходив на сцену.
Коли 1871 року з'явилися перші симптоми туберкульозу, поет спочатку не звертав уваги на хворобу. Він і далі писав свої твори, проте хвороба зломила його. Останній рік свого життя він прожив прикутим до ліжка. Уночі проти 21 січня 1872 року поет помер.

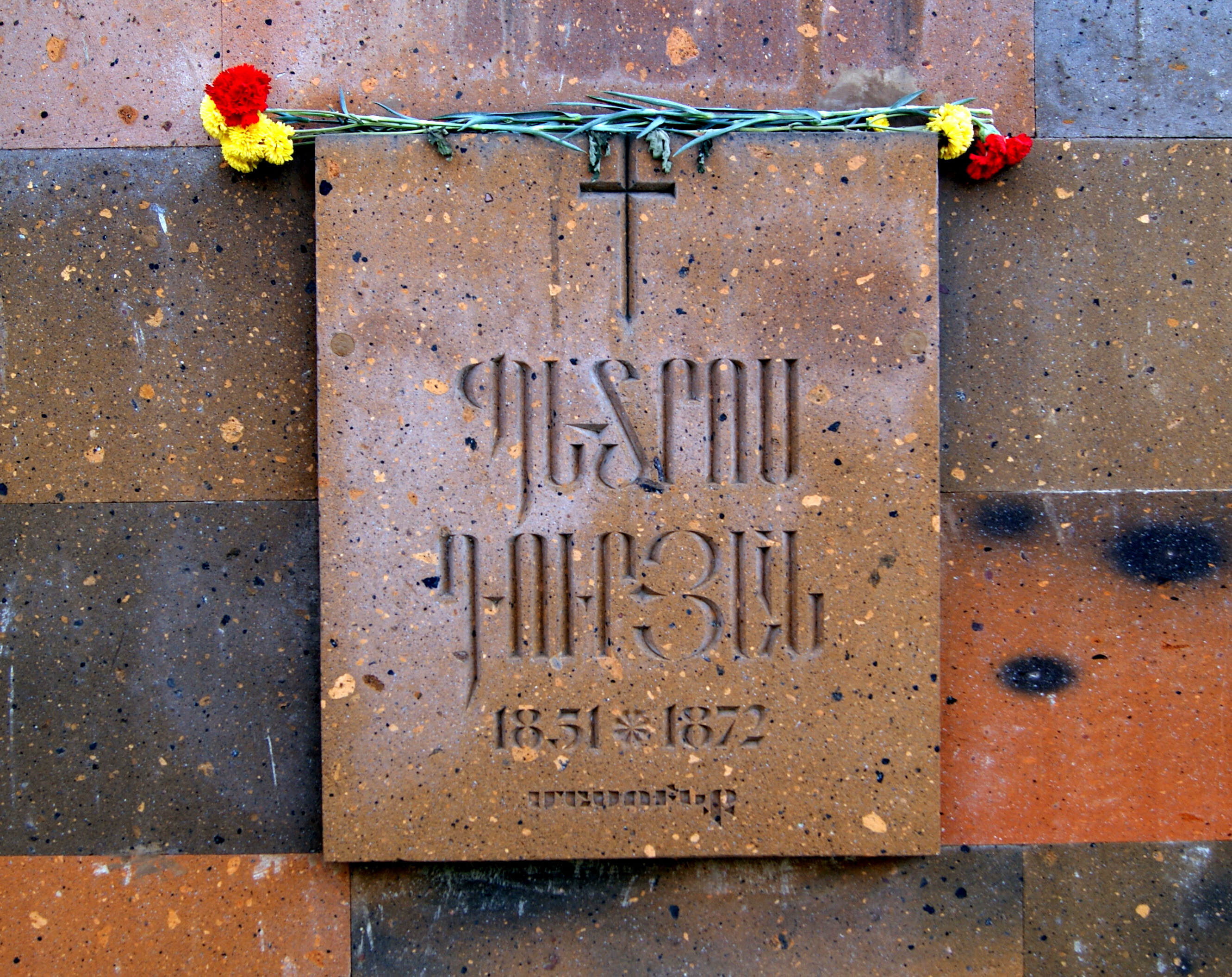

## Твори
Список творів Петроса Дуряна невеликий. Після себе він залишив такі вірші:
- «Озеро»
- «Нарікання»
- «Вона»
- «Мій спокій»
- «Моя смерть»
- «Мені кажуть»
- «Покинута дівчина»
- «Любов»
- «З нею»
- «Вона»

З історичних трагедій:
- «Арташес Миродержець»
- «Чорні землі»
- «Взяття Ані, столиці Вірменії»
- «Падіння династії Аршакідів»

А також соціальна драма з сучасного життя:
- «Театр, або знедолені».